# 페이브먼트
페이브먼트(Pavement)는 1989년 미국 스톡턴에서 결성된 인디 록 밴드이다. 1990년대 대표적인 미국 인디 밴드 중 하나이다.